# Deuxième dame
Deuxième dame et deuxième gentleman sont des titres honorifiques souvent utilisés en référence à l'épouse d'un vice-président, ou à l'épouse d'un lieutenant-gouverneur ou d'un autre fonctionnaire de second rang du gouvernement. Le titre s'inspire de « première dame » ou « premier gentleman », qui sont utilisés pour décrire l'épouse d'un président ou d'un gouverneur. Lorsqu'on parle des deux conjoints, on peut les appeler le deuxième couple, et s'ils ont des enfants, ils sont connus collectivement comme la deuxième famille.
L'expression « deuxième dame du pays » a également été utilisée pour désigner la femme occupant le deuxième rang le plus élevé dans une monarchie, comme une princesse héritière s'il y a une reine.

## États-Unis
Au niveau de l’État, les termes « deuxième dame » ou « deuxième gentleman » sont utilisés pour désigner l’épouse du lieutenant-gouverneur. Dans la fiction politique, le romancier et journaliste Jim Lehrer a fait référence à Jackie, l'épouse du lieutenant-gouverneur fictif « One-Eyed Mack », comme la deuxième dame de l'Oklahoma à la fin des années 1980.

### Épouse du vice-président
L'épouse du vice-président des États-Unis est appelé deuxième dame des États-Unis.

### Épouse du lieutenant-gouverneur
En 2020, la deuxième dame de Pennsylvanie, Gisele Barreto Fetterman (en) a déclaré à CNN qu'elle préférait l'acronyme SLOP au titre plus « étouffant » de deuxième dame de Pennsylvanie. Andrew Rosati de Bloomberg News a déclaré en 2022 que Fetterman, un ancien immigrant sans papiers aux États-Unis en provenance du Brésil, a « transformé le rôle cérémoniel de deuxième dame de Pennsylvanie... en un mégaphone pour les marginalisés ».